# Lagosta-sapata
Lagosta-sapata (nome científico: Bathyarctus ramosae) é um camarão da família dos escilarídeos (Scyllaridae).

## Identificação
Bathyarctus ramosae é conhecido apenas de sua localidade tipo, de 290 a 350 metros fora da costa do estado do Espírito Santo, no Brasil. Recebeu o epíteto específico ramosae em homenagem a Jeanete Maron Ramos, reitora da Universidade Santa Úrsula, no Rio de Janeiro, em reconhecimento por seu apoio ao estudo da biodiversidade do Brasil. Seu basônimo foi Scyllarus, mas mais adiante foi transferido ao gênero Bathyarctus.

## Descrição

### Carapaça
Scyllarus ramosae é muito próxima de Scyllarus faxoni, que ocorre nas águas do Caribe. Sua carapaça tem rostro rombudo, ligeiramente contraído atrás da ponta. O dente rostral é pequeno e arredondado e o dente pré-gástrico é bem desenvolvido, com tubérculos quase contíguos. O dente gástrico é afiado e maior do que o pré-gástrico, adornado com vários pequenos tubérculos arredondados. O dente cardíaco é forte e afiado, posicionado imediatamente atrás do sulco cervical, com pequenos tubérculos baixos. O dente cardíaco é seguido por três pares de tubérculos baixos, um par atrás do outro; o último par é rodeado por vários pequenos. A crista submediana anterior têm poucos tubérculos pequenos, e entre as cristas submediana e branquial anterior há alguns tubérculos arredondados. A crista submediana posterior apresenta tubérculo distinto circundado por vários tubérculos baixos, enquanto a crista branquial posterior é formada por uma fileira longitudinal de cerca de nove tubérculos, que se iniciam atrás do sulco cervical e se estendem para trás quase até a marge posterior da carapaça. O primeiro tubérculo da crista branquial posterior, que é grande, agudo e coberto por pequenos grânulos, é por cerca de oito tubérculos menores.
Exceto pelo tubérculo baixo localizado quase entre as cristas branquiais anterior e posterior, o sulco cervical não apresenta tubérculo. A crista branquial anterior é terminada anteriormente em um espinho afiado muito grande e a margem anterior da carapaça é terminada lateralmente no um dente agudo. A margem lateral da carapaça se divide em três partes: anterolateral, mediolateral e posterolateral. A parte anterior é armada com cerca de cinco dentes anterolaterais; o primeiro é muito grande e afiado e é seguido por cerca de quatro dentes menores. O primeiro dente mediolateral é grande e afiado, mas menor que o primeiro dente anterolateral; atrás dele há três pequenos dentes agudos. A parte posterolateral é composta por cerca de dez dentes agudos, com o primeiro maior e mais pontiagudo. A órbita tem bordas suaves e sua margem interna encontra o primeiro dente da crista branquial anterior. A extremidade anterior da margem orbital é armada com pequeno dentro triangular. Entre o ângulo formado pela crista branquial anterior e a margem posterior da órbita, há uma fileira transversal de quatro pequenos tubérculos e não há tubérculos imediatamente atrás da margem lateral da órbita. A crista intercervical mostra um grupo de cerca de doze tubérculos rombudos, às vezes fundidos. Não há dente dente intestinal e o sulco marginal é profundo e liso. Imediatamente atrás dele, há uma fileira transversal de tubérculos baixos, muitas vezes fundidos, e não apresenta dente posteromedial.

### Antena e antênula
A margem anterior do somito antenular se divide em três lóbulos; o mesial é mais produzido e mais nítido que os lóbulos laterais. O último segmento antenal possui sete dentes: os primeiros três da margem interna são agudos, e os seguintes são progressivamente arredondados em direção à margem externa. A margem anterior do quinto segmento antenal tem espinho agudo no ângulo interno e um pequeno dente agudo colocado quase no ângulo externo. A superfície superior do quarto segmento antenal tem duas cristas: a mediana e a adicional, muito mais curta que a mediana; a mediana possui tubérculo bem desenvolvido na base. A parte basal da crista adicional apresenta tubérculo contíguo ao botão na margem anterior da órbita. A margem externa do quarto segmento antenal está munido de quatro dentes afiados, dois dos quais localizados atrás da crista adicional. A margem interna é provida com cerca de oito dentes e a parte interna da margem anterior do segmento antenal dois e três é armado com dente afiado.

### Esterno torácico e pereópodes
O esterno torácico têm ângulos anterolaterais no quarto esternito produzidos para frente além da margem anterior e um tubérculo arredondado distinto imediatamente atrás da margem anterior. Os esternitos pertencentes a P2-4 têm fortes tubérculos arredondados nas partes centrais e o sétimo esternito é armado com tubérculo afiado. O quarto, quinto, sexto, sétimo e oitavo esternitos são lisos. Do segundo ao quinto esternito há pleópodes e exópodes lamelados providos de pelos curtos ao longo das margens. Os endópodes são muito mais longos e estreitos do que os exópodes, e dotados de apenas alguns pelos longos. O primeiro pereópode é mais pesado que as pernas seguintes. O segundo, terceiro e quarto pereópodes são semelhantes e o quinto é menor e mais esbelto do que os anteriores. O dáctilo tem quase três quartos do comprimento do própodo e apresenta aspecto delgado, com sulco muito raso nas superfícies lateral e ventral, e não é quelado. O própodo é provido de uma franja de cerdas bastante densas ao longo da superfície ventral e não apresenta sulco. O carpo é curto, com poucas cerdas na face mesial e lido ventralmente. O mero é forte, mostrando sulco raso na superfície lateral, e é provido de franja ventral de cerdas esparsas. A parte ventral do mero é densamente coberta com franja de cerdas. As franjas são mais esparsas dorsalmente.

### Abdome
O primeiro somito abdominal tem fileira transversal de tubérculos baixos, atravessando apenas as partes centrais do tergo, e as partes laterais são lisas. A pleura é muito pequena, terminando em dente triangular curto. Do segundo ao quinto somito abdominal apresenta carena mediana distinta. O tergo do segundo ao quinto somito abdominal é armado lateralmente com três grandes escamas. A margem posterior do quinto tergite abdominal armado com espinho forte e agudo. A pleura do segundo ao quarto somito termina em ponto espinhoso muito grande e pontiagudo direcionado posteriormente. A margem posterior desta pleura é armada com pequenos dentes. Já a pleura do quinto somito é armada com dois grandes dentes triangulares afiados na margem posterior.

## Conservação
Em 2005, foi classificado como vulnerável na Lista de Espécies da Fauna Ameaçadas do Espírito Santo; Em 2011, foi registrado na Lista Vermelha da União Internacional para a Conservação da Natureza (UICN / IUCN) sob a rubrica de "dados insuficientes". Em 2018, foi classificado como pouco preocupante na Lista Vermelha do Livro Vermelho da Fauna Brasileira Ameaçada de Extinção do Instituto Chico Mendes de Conservação da Biodiversidade (ICMBio).